# 지질학자
지질학자(地質學者)는 지구를 구성하는 고체 및 액체 물질, 그리고 지구가 형성된 과정을 연구하는 과학자이다. 지질학자는 대개 지질학 연구에 종사한다. 지질학자는 이론과학보다는 응용과학에 가까운 분야를 공부하며 물리학, 화학, 그리고 생물학을 비롯한 다른 과학을 이용해 지질학에 접근하게 된다. 지질학자는 다른 분야에 종사하는 과학자들과 비교할 때 연구실 안에 머물기보다는 야외에서 많은 시간을 보낸다. 물론 어떤 지질학자들은 연구실에서 대부분의 연구를 수행하기도 한다.
지질학자들은 광업회사의 금속, 석유, 그리고 기타 지하자원을 탐사하는 데 관여한다. 또 자연재해 및 재난 경보와 피해 감소의 최전선에 서서 지진과 화산 활동, 쓰나미, 폭풍 등을 공부한다. 이들의 연구는 자연재해의 발생에 대해 대중들을 경고하는 데 이용된다. 현재 지질학자들은 기후변화에 대한 토론에도 관여하는데 지구가 형성된 과정의 역사와 증거들에 대해 연구하기 때문이다.

## 역사

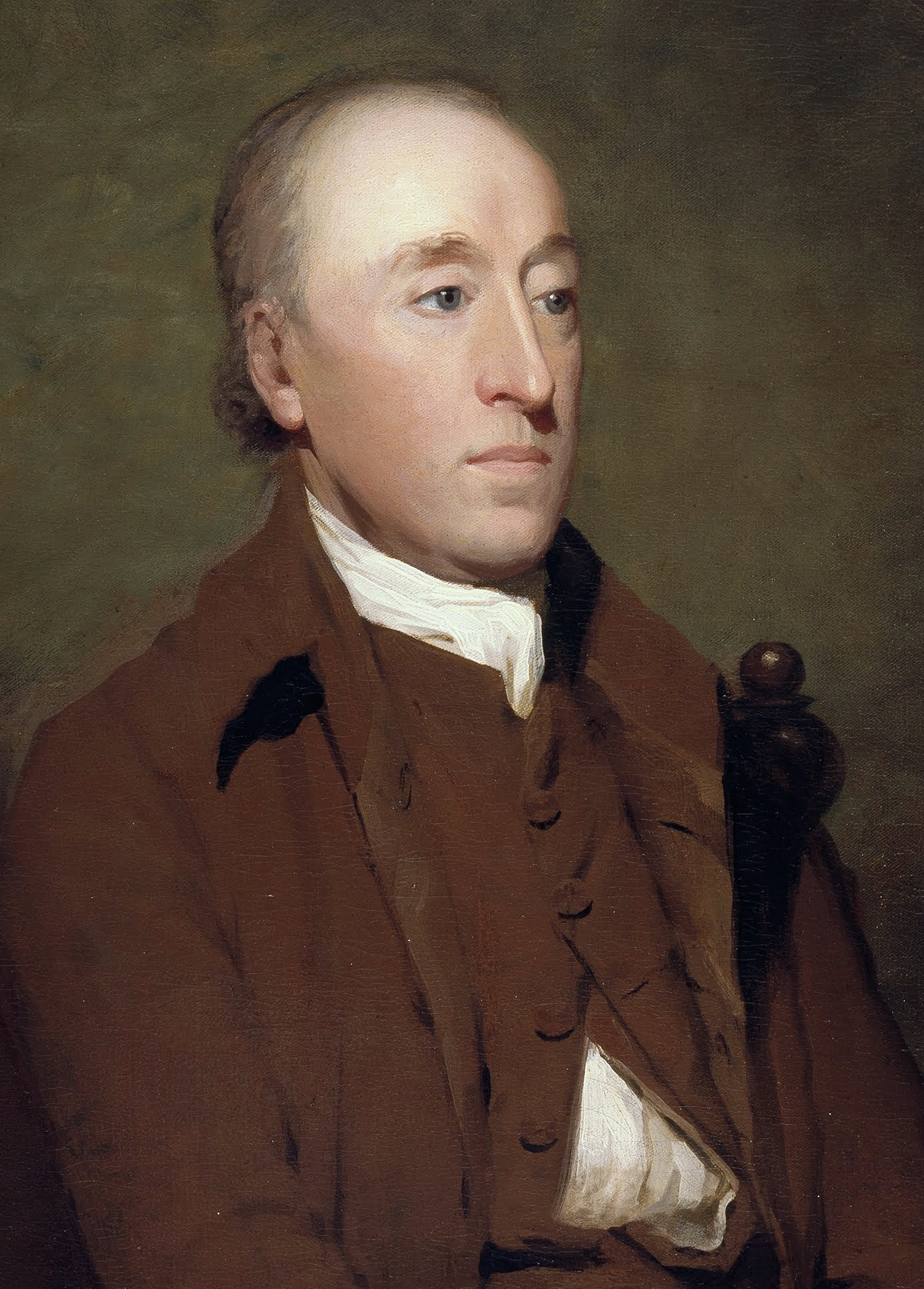
현대 지질학의 아버지인 스코틀랜드인 제임스 허턴.

제임스 허턴은 최초의 현대적인 지질학자로 간주된다. 1785년에 허턴은 "지구의 이론"이라는 제목의 논문을 에딘버러 왕립 학회에서 발표했다. 이 논문에서 허턴은 산이 침식되어 바다 밑바닥에 퇴적되었다가 새로운 암석을 형성하고, 이것이 다시 융기하여 마른 땅이 되기 위해서는 지구의 나이가 이전에 생각했던 것보다 훨씬 많아야 한다는 그의 이론을 설명했다. 허턴은 1795년에 그의 생각을 두 권의 책으로 출판했다.(Vol. 1, Vol. 2) 허턴의 생각을 따른 사람들은 화성론자로 알려졌는데 이것은 이들이 아브라함 고트로브 베르너가 이끌던 커다란 바다의 해수면이 시간이 지남에 따라 점점 낮아지면서 모든 암석이 형성된다고 생각했던 수성론자와 달리 어떤 암석은 화산에서 나온 용암이 쌓이는 과정인 화성활동에 의해 형성된다고 생각했기 때문이다.

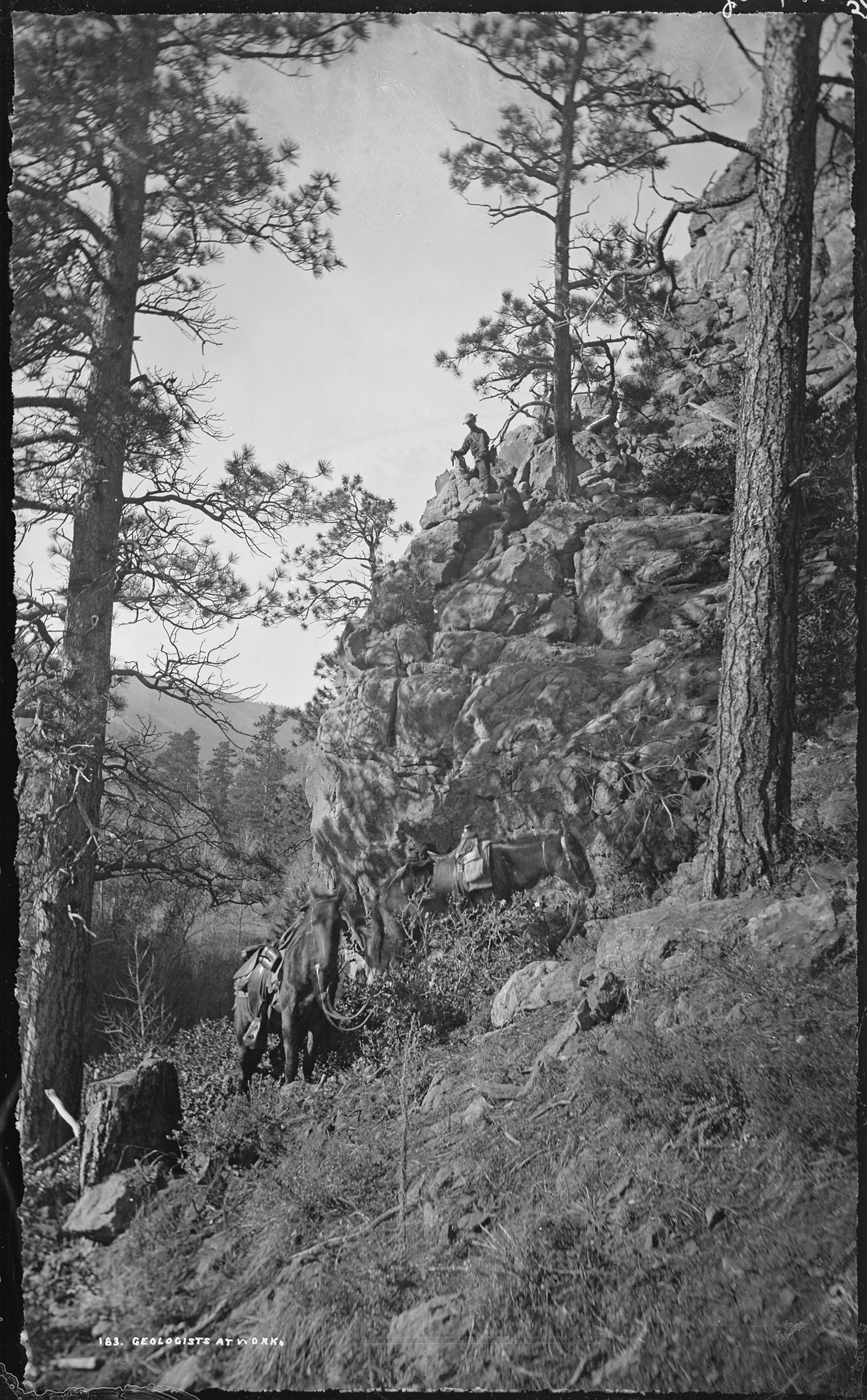
미국 지질 및 지리 조사소 자료 "업무 중인 지질학자들". (1874 - 06/30/1879) 사진: 윌리엄 헨리 잭슨

미국 최초의 지질도는 1809년에 윌리엄 매클루어에 의해 제작되었다. 1807년에 매클루어는 미국의 지질을 조사하기로 스스로 마음 먹고 작업을 시작했다. 매클루어는 앨러게니산맥을 50여회나 넘으면서 아메리카 북부연방의 거의 모든 주들을 직접 답사하고 지도를 만들었다. 다른 사람의 도움 없이 혼자 노력한 결과물을 "지질도를 통한 미국의 지질에 대한 관찰"이라는 제목의 논문으로  미국 철학회에 제출했고, 해당 학회의 회보에 미국 최초의 지질도와 함께 실렸다. 다른 암석분류를 이용하긴 했지만 이것은 윌리엄 스미스의 영국 지질도보다 6년이 앞선 것이다.
찰스 라이엘 경은 그의 유명한 저작인 지질학의 원리를 1830년에 처음 출판했다. 이 책은 찰스 다윈의 생각에 영향을 끼쳤고 동일과정설을 성공적으로 진흥시켰다. 이 이론은 지구의 역사를 통해 지질학적 과정이 계속 천천히 일어났으며 지금도 천천히 일어나고 있다고 주장한다. 이와 대조적으로 격변설은 지구의 모습은 한 번의 격변으로 만들어졌으며 그 이후 변하지 않았다고 주장한다. 허턴도 동일과정설이 옳다고 생각했지만 허턴의 당시에는 동일과정설이 널리 받아들여지지 않았다.

## 훈련 / 학업

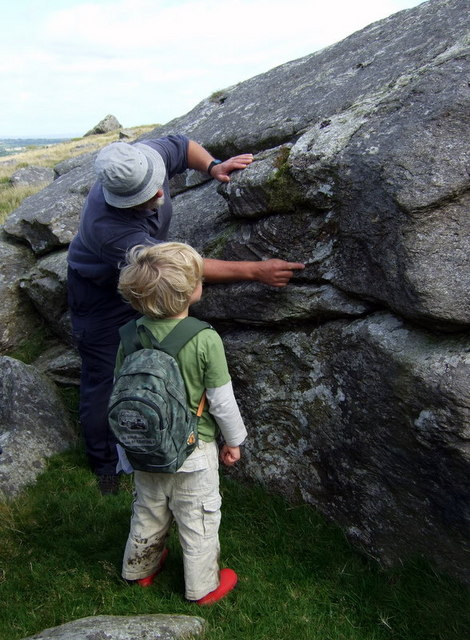
어린 지질학자가 플로우 밴딩(flow banding)에 대해 배우고 있다.

지질학자 지망생을 위한 학습과정은 보통 지질학과에서 개설하는 수업 외에 물리학, 수학, 및 화학을 포함하게 된다. 지질학과에서 개설하는 수업에는 지사학, 지질학, 화성 및 변성암석학, 수리지질학, 퇴적학, 층서학, 광물학, 고생물학, 자연지리 및 구조지질학 외에도 많은 과목들이 있다. 대부분의 지질학자들은 지리정보시스템을 비롯한 지도제작 기술도 필요로 한다. 지질학과 학생은 보통 봄가을로 교수진과 함께 야외조사를 하게 된다. 지질학자가 아니더라도 자신의 분야에 필요할 경우 지질학과 과목을 듣거나 해당 주제에 대해 상당한 지식을 가지고 있게 되는데, 지리학, 공학, 화학, 도시계획, 환경과학 등이 이런 경우가 많다.

### 세부 분야

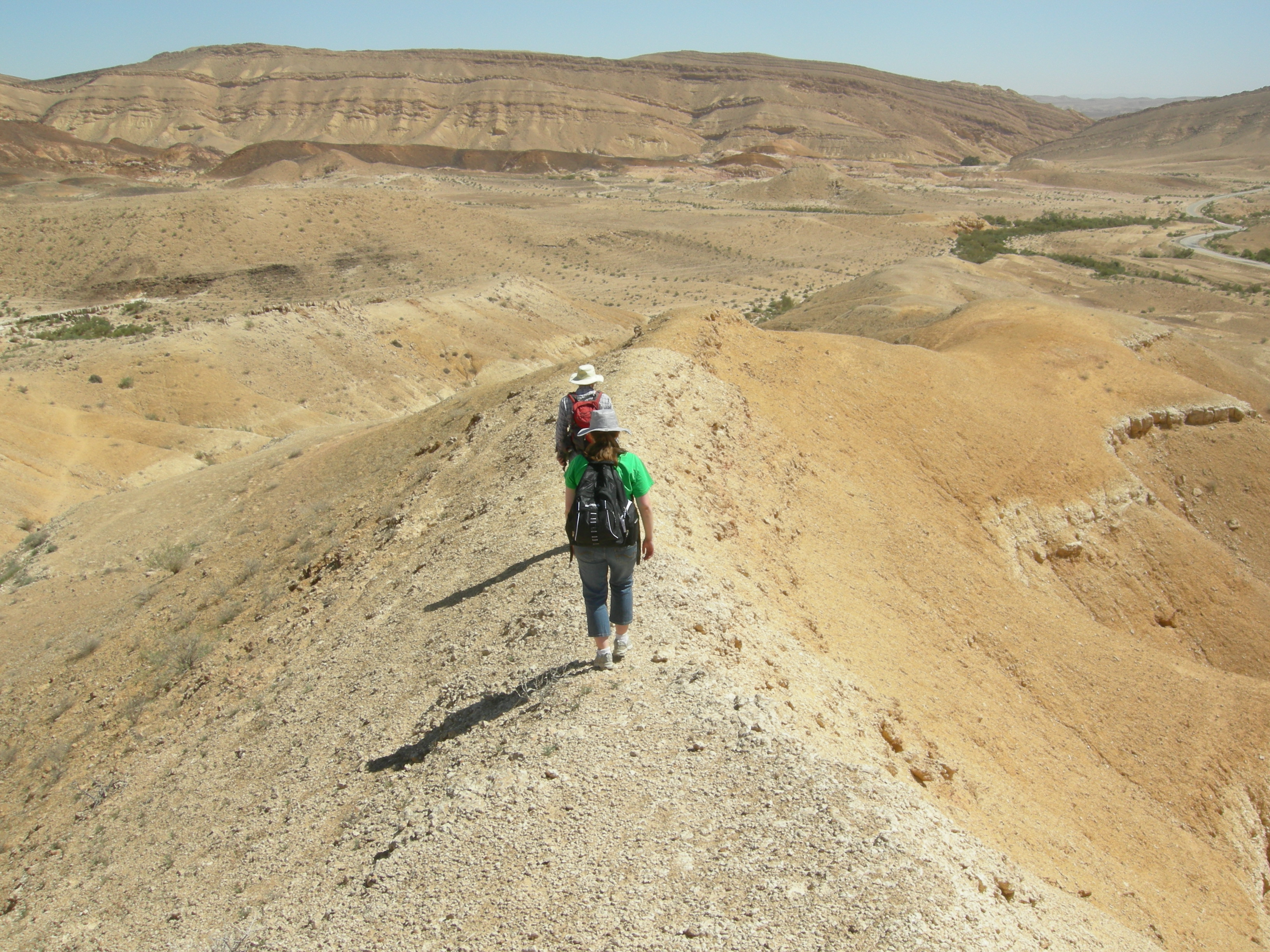
지질학자들이 이스라엘 네게브 사막 마크테쉬 가돌의 쥐라기 퇴적암을 조사하고 있다.

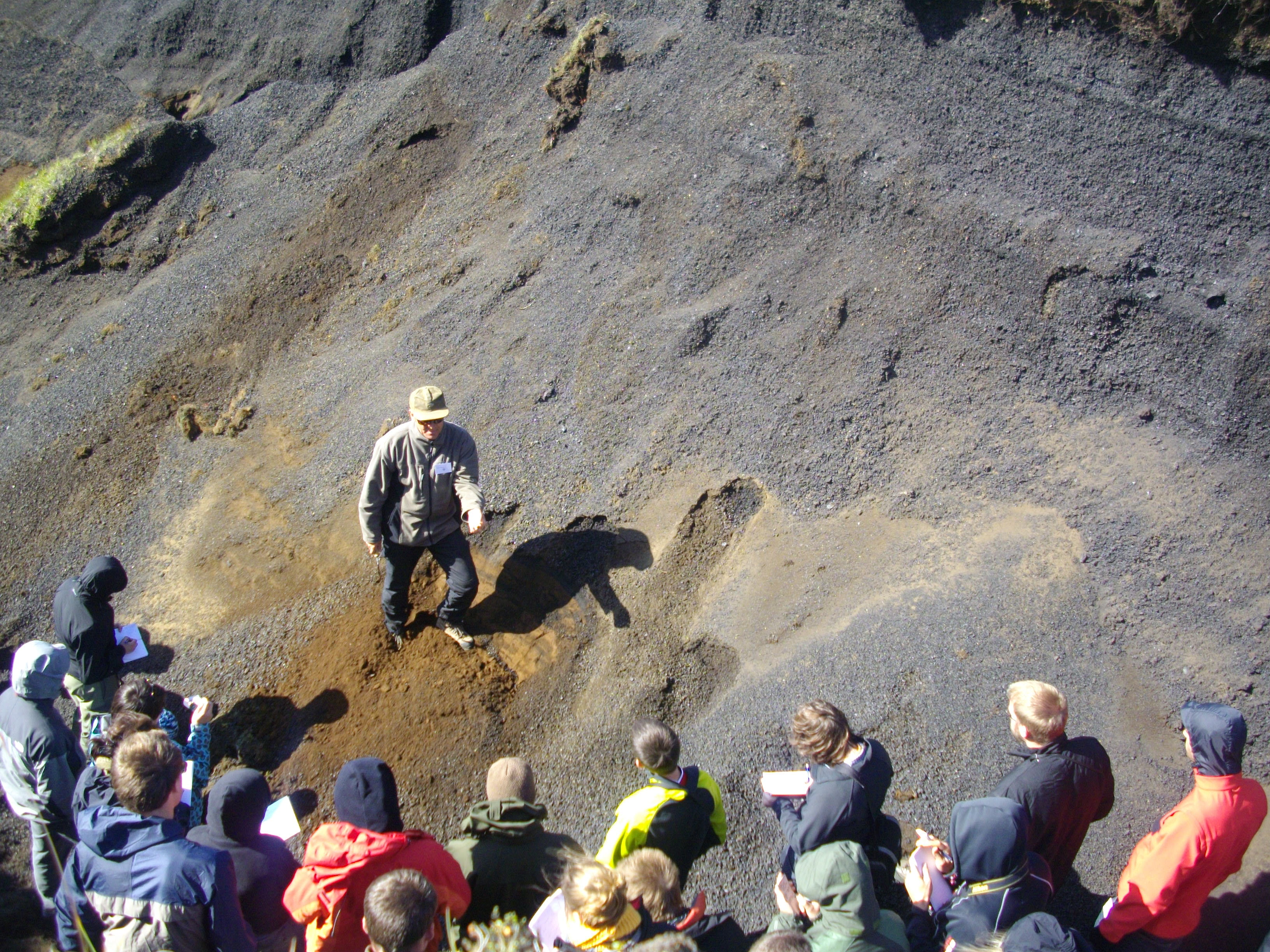
지질학자가 아이슬랜드의 야외에서 학생들에게 화산재층의 중요성을 설명하고 있다.

지질학자는 대개 다음 세부분야 중 하나 혹은 그 이상에 연구를 집중하게 된다.
- 연륜연대학: 나무 나이테에 근거해 연대를 측정하는 학문
- 경제지질학: 광상형성, 즉 광상이 만들어지는 메카니즘과 통계적인 측면을 연구하는 학문.
- 지질공학: 지질학을 공학에 적용하여 공학으로 만들어지는 결과물의 위치, 설계, 건설, 작동 및 유지보수에 영향을 미치는 지질학적 요인들이 인지되고 적절하게 고려될 수 있게 해준다.
- 지구물리: 중렬, 지진, 전기 및 자기적 성질 등의 물리적 방법론을 이용하여 지구를 연구하는 학문.
- 지구화학: 암석의 화학적 조성과 암석을 구성하는 광물의 성질을 연구하는 학문.
- Geochronology: 동위원소지질학을 통해 특히 과거 암석층, 변성작용, 광물화 및 지질학적 사건들(운석충돌 등)의 연대를 결정하는 것 등을 연구하는 학문.
- 지형학: 지형과 그 지형을 만들어내는 과정에 대해 연구하는 학문.
- 수리지질학: 지표면 아래에서 지하수가 어떻게 기원하고 어디에 머무르며 어떻게 움직이는지 연구하는 학문.
- 화성암석학: 화성암분화, 분별결정, 관입 및 화산 현상 등 화성암이 형성되는 과정을 연구하는 학문.
- 동위원소지질학: 암석의 동위원소 조성을 연구해 암석과 행성이 어떻게 형성되는지를 연구하는 학문.
- 변성암석학: 광물과 암석에 변성과정이 어떤 효과를 미치는지 연구하는 학문.
- 해양지질학: 해양저 및 해안에 대한 지구물리, 지구화학, 퇴적학 및 고생물학적 조사를 통해 해저를 연구하는 학문. 해양지질학은 해양학 및 판구조론과 관련이 많다.
- 고기후학: 지질과학적 연구를 통해 지구의 역사에서 지구 대기가 어떤 기후조건에 있었는지 연구하는 학문.
- 고생물학: 지질학적 기록 내에서 발견되는 화석을 체계적으로 분류하고 지구의 생물학적 역사를 재구성하는 학문.
- 토양학: 토양, 토양의 형성, 레골리스의 형성등을 연구하는 학문.
- 석유지질학: 탄화수소를 찾기 위해 퇴적분지를 연구하는 학문. (석유탐사)
- 퇴적학: 퇴적암, 퇴적층, 암석층, 해수면변동과 현세의 퇴적 및 침식 체계를 연구하는 학문.
- 구조지질학: 습곡, 단층, 엽리 및 암석의 미세구조를 연구하여 암석과 연구지역이 어떻게 변형되어 왔는지 연구하는 학문.
- 화산학: 화산과 분출, 용암, 마그마의 작동과 이것들이 미칠 수 있는 재해에 대해 연구하는 학문.

## 고용

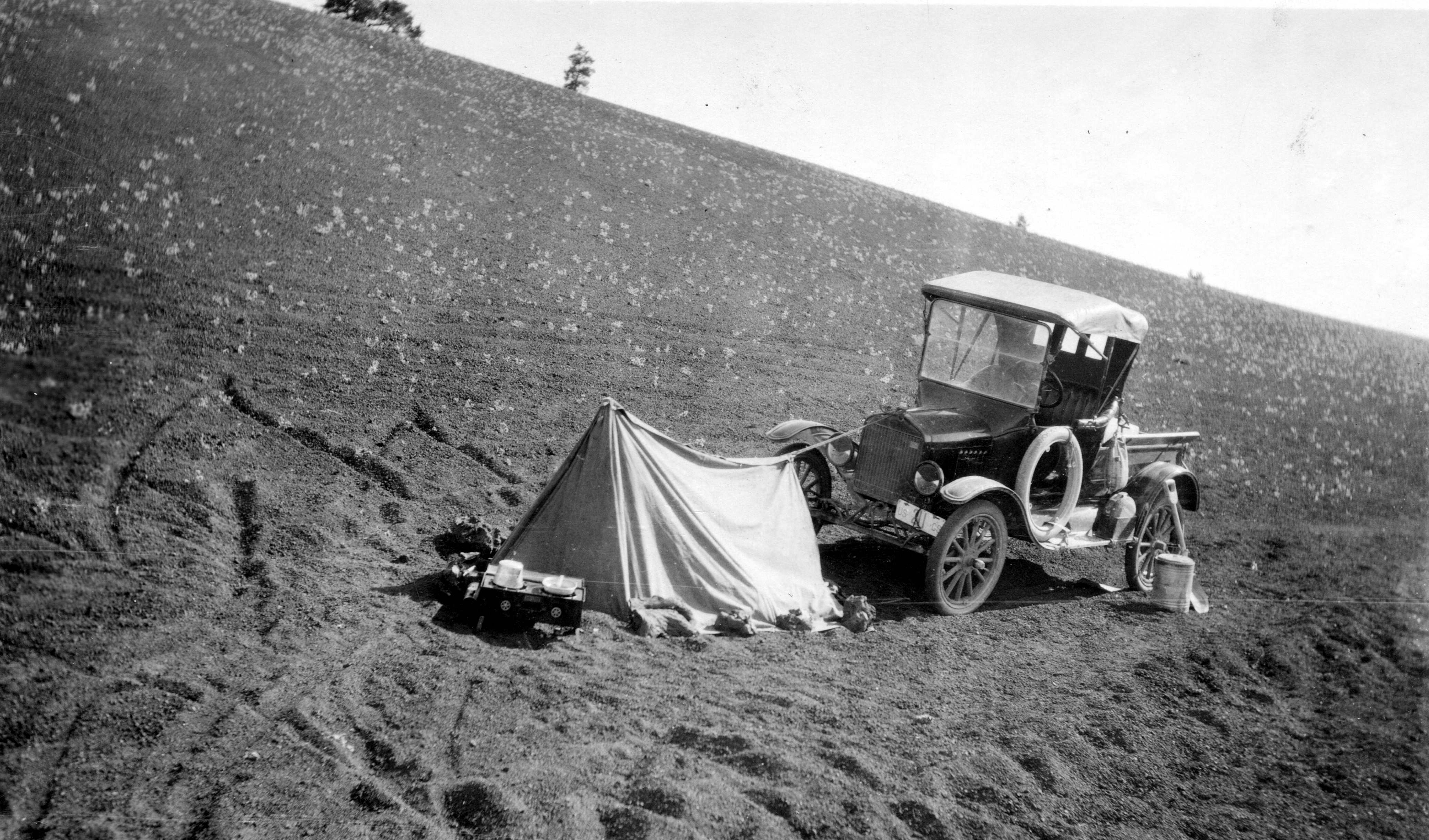
"인페르노 분석구(cinder cone)에 지질학자가 홀로 차려놓은 캠프". 1921년 미국 내무성 지질조사 중에 찍힌 사진

전문 지질학자는 다양한 정부 조직, 사기업, 비영리 조직 및 학교 등지에서 일한다. 이들은 보통 계약을 맺고 일을 하거나 사기업, 또는 공식 기구 (미국지질조사소(USGS) 등)에서 정규직으로 일을 한다.
지방, 혹은 중앙정부에서는 지질학자들을 고용하여 공공에 이익이 되는 지질학 관련 프로젝트를 수행한다. 정부기관을 위해 일을 할 때는 국가의 천연자원이 중요한 역할을 한다. 야외에서 지질학자들이 수행하는 작업은 자원의 이용, 환경 관리, 그리고 중요한 인프라구조의 안전 등에 관련하여 충분한 정보를 얻을 수 있도록 공공의 이익을 위해 공개되며 이 모든 것이 국가의 안녕을 위한 것이다. 국가의 안녕은 새로운 광산 프로젝트, 혹은 더 나은 인프라구조나 자연재해 대비계획 등을 통해 더 많은 세수를 거둬들이는 것을 의미하는 경우가 많다.

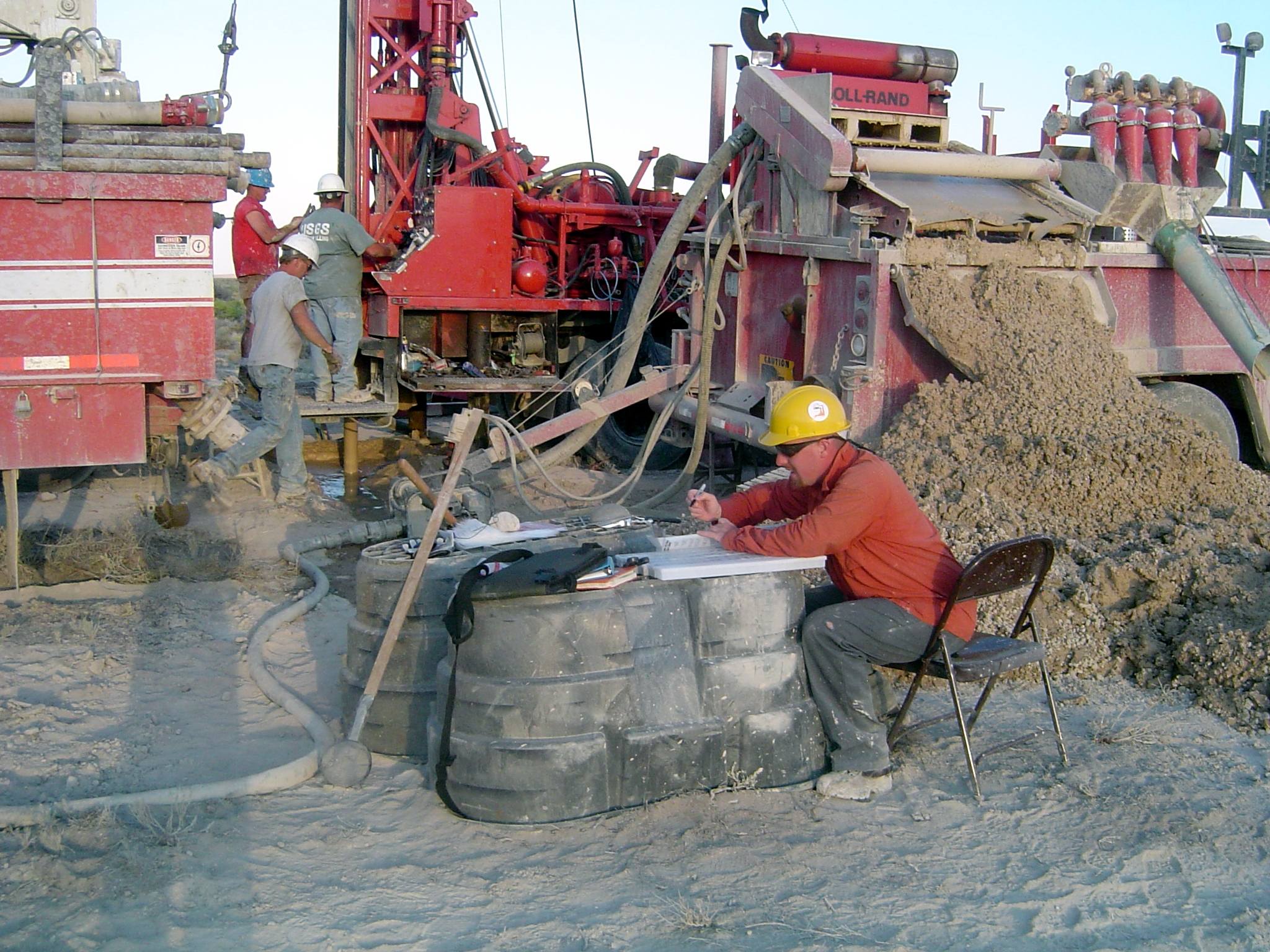
지질학자가 석유 및 지하수 시추를 할 때 일반적으로 사용되는 방법인 머드 로깅(mud logging)을 하고 있다.

지질공학자는 공공 및 사기업의 공학 프로젝트의 기획, 설계, 건설, 사후 분석 및 환경영향분석을 위해 지질학적 위험요소 및 지질학적 제약을 조사한다. 탐사지질학자는 지질학 및 지구물리학의 모든 요소들을 이용해 자연자원을 연구한다. 특수한 환경 복구 면허제도를 가지고 있지 않은 여러 나라 및 미국의 주들의 경우 환경 복구 분야를 종종 전문 지질학자, 특히 이 분야에 전문적으로 집중하는 수리지질학자들이 주로 담당하게 된다. 석유 및 광산 업체들은 머드 로깅을 필요로 하고 대규모 토지 개발업체들은 지질학자 및 지질공학자들의 전문기술을 이용해 석유와 광물을 찾아내고 카르스트 지형이나 지진의 위험에 대비하며 환경 규제에 적합하게 사업을 벌인다.
학계의 지질학자들은 대개 지질학 특정 분야의 석박사 학위를 가지고 있으며 대학 등에 고용된다.

## 같이 보기
- 지질학자 목록
- 석유지질학자